# كريستين بوليو
كريستين بوليو هي ممثلة كندية، ولدت في 14 أكتوبر 1981 في Pointe-du-Lac ‏ في كندا.

## وصلات خارجية
- كريستين بوليو على موقع IMDb (الإنجليزية)
- كريستين بوليو على موقع ألو سيني (الفرنسية)
- كريستين بوليو على موقع قاعدة بيانات الفيلم (الإنجليزية)